# 科利尼氏鸚嘴魚
科利尼氏鸚嘴魚，為輻鰭魚綱鱸形目隆頭魚亞目鸚哥魚科的其中一種，分布於東大西洋區，從塞內加爾至Annobon群島海域，棲息深度20-50公尺，體長可達24公分，棲息在沿岸海草生長的海域，以藻類為食。